# Revoluția Garoafelor

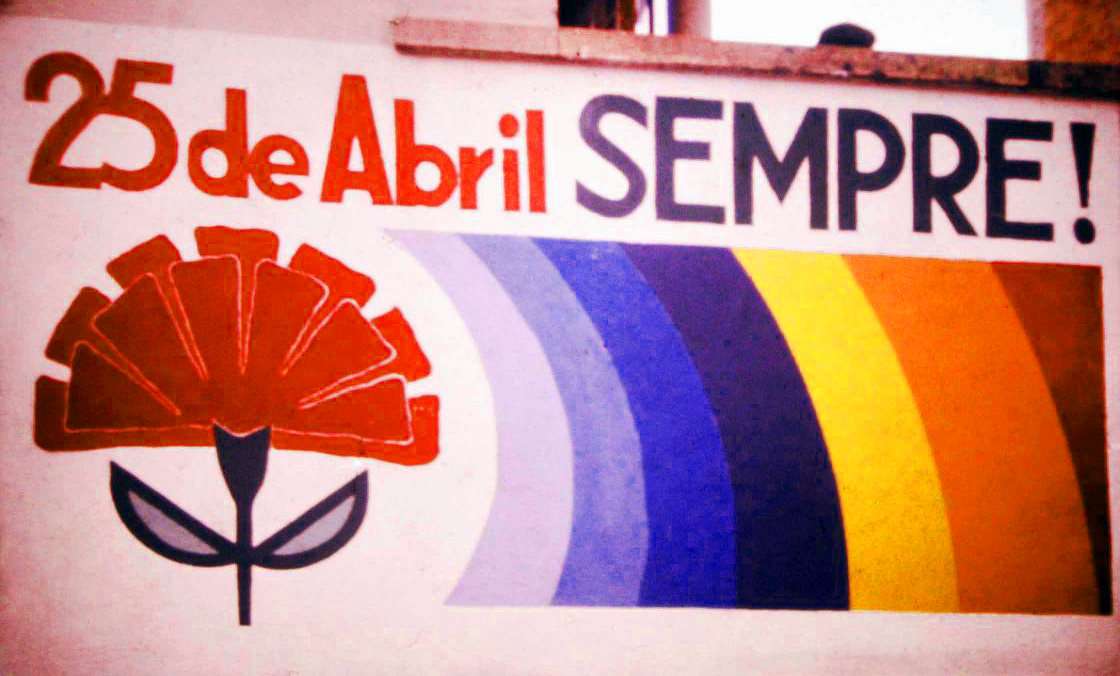
Revoluția Garoafelor

Revoluția Garoafelor (în portugheză Revolução dos Cravos), denumita și 25 de Abril (25 Aprilie), a fost o lovitură de stat militară de stânga începută la 25 aprilie 1974, la Lisabona, Portugalia, prin care s-a schimbat regimul portughez dintr-o dictatură autoritară într-o democrație după încă doi ani de tranziție cunoscuți drept PREC (Processo Revolucionário Em Curso, sau Proces Revoluționar în Curs), caracterizată prin frământări sociale și dispute pentru putere între forțele politice de dreapta și cele de stânga.
În pofida apelurilor repetate ale revoluționarilor la radio prin care au cerut populației să rămână acasă, mii de portughezi au ieșit în stradă, amestecându-se cu insurgenții militari.
Lovitura de stat condusă de armată a readus democrația în Portugalia, punând capăt nepopularului Război Colonial în care mii de soldați portughezi fuseseră recrutați în serviciul militar obligatoriu, și înlocuind regimul autoritar Estado Novo (Statul Nou) și poliția sa secretă care reprimase drepturile cetățenești și libertățile politice. Ea a început ca un protest al militarilor profesioniști cu rang de căpitan din armata portugheză împotriva unui decret-lege: Dec. Lei nº 353/73 din 1973.
Un grup de ofițeri portughezi organizat în Mișcarea Forțelor Armate (MFA - Movimento das Forças Armadas), inclusiv elemente care luptau cu gherilele pro-independență din teritoriile Imperiului Portughez din Africa, s-a ridicat să răstoarne regimul fascist și autoritar Estado Novo care guvernase Portugalia din anii 1920. Noul regim al Portugaliei s-a angajat să pună capăt războaielor coloniale și să deschidă negocieri cu mișcările africane pentru independență. Până la sfârșitul lui 1974, trupele portugheze fuseseră retrase din Guineea Portugheză și aceasta a devenit membru al ONU. Aceasta a fost urmată de independența Capului Verde, Mozambicului, a São Tomé și Príncipe și a Angolei în 1975. Revoluția Garoafelor din Portugalia a dus și la retragerea Portugaliei din Timorul de Est din Asia de Sud-Est. Aceste evenimente au declanșat un exod în masă al cetățenilor portughezi din teritoriile africane ale Portugaliei (mai ales din Angola și Mozambic), soldat cu peste un milion de refugiați portughezi — Retornados.
Deși poliția politică a regimului, PIDE, a ucis patru persoane înainte de a se preda, revoluția a fost caracterizată prin nefolosirea violenței. Ținând garoafe roșii în mâini (cravos în portugheză), numeroși oameni s-au alăturat soldaților revoluționari pe străzile Lisabonei, bucuroși. Roșul era culoarea simbolică a socialismului și comunismului, principalele tendințe ideologice ale insurgenților. A fost sfârșitul regimului Estado Novo, cel mai îndelungat regim dictatorial din Europa de Vest, și disoluția finală a Imperiului Portughez. După revoluție, s-a adoptat o nouă constituție, cenzura a fost înlăturată, s-a declarat libertatea cuvântului, deținuții politici au fost eliberați și teritoriile portugheze din Africa subsahariană au primit independența ca state comuniste.